# Josephine Fock
Josephine Fock (nascida a 5 de setembro de 1965, em Aarhus) é uma política dinamarquesa, membro do Folketing pelo partido Alternativa de 2015 a 2018. Ela foi a líder do partido de 1 de fevereiro a 14 de novembro de 2020, depois de Uffe Elbæk ter renunciado à posição.

## Carreira política
Fock foi eleita para o parlamento nas eleições legislativas dinamarquesas de 2015. Em 2018, ela recebeu uma oferta de emprego no Conselho Dinamarquês para os Refugiados e renunciou ao seu assento no parlamento no dia 1 de novembro de 2018. Julius Graakjær Grantzau assumiu o seu lugar.
A 16 de dezembro de 2019, o líder da Alternativa, Uffe Elbæk, anunciou que gostaria de passar a liderança. No dia 1 de fevereiro de 2020, Fock tornou-se na nova líder do partido. Um mês depois, a 9 de março, Uffe Elbæk, Susanne Zimmer, Sikandar Siddique e Rasmus Nordqvist deixaram o partido, com Elbæk a afirmar que "não podia mais reconhecer o partido que fundou" sob a liderança de Fock. Isso deixou o partido com apenas um membro no parlamento: Torsten Gejl. A 14 de novembro de 2020 Fock renunciou ao cargo de líder do partido, deixando Gejl como líder interino até 7 de fevereiro de 2021, quando Franciska Rosenkilde se tornou na nova líder oficial.